# Baron Tryon

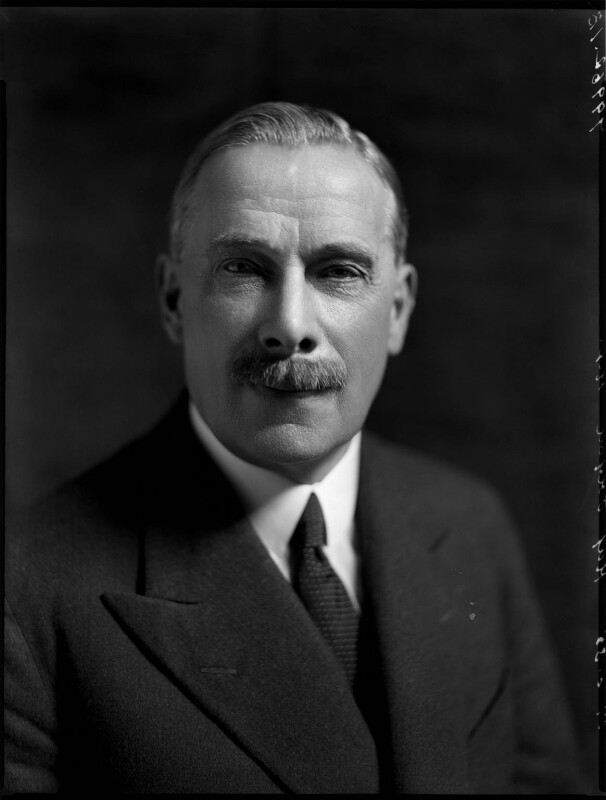
George Tryon, 1. Baron Tryon

Baron Tryon, of Durnford in the County of Wilts, ist ein erblicher britischer Adelstitel in der Peerage of the United Kingdom.
Familiensitz der Barone ist The Manor House, in Great Durnford bei Salisbury in Wiltshire.

## Verleihung
Der Titel wurde am 18. April 1940 für den konservativen Politiker George Tryon, geschaffen.
Heutiger Titelinhaber ist seit 2018 sein Urenkel Charles Tryon als 4. Baron.

## Liste der Barone Tryon (1940)
- George Tryon, 1. Baron Tryon (1871–1940)
- Charles Tryon, 2. Baron Tryon (1906–1976)
- Anthony Tryon, 3. Baron Tryon (1940–2018)
- Charles Tryon, 4. Baron Tryon (* 1976)

Titelerbe (Heir apparent) ist der Sohn des aktuellen Titelinhabers, Hon. Guy Tryon (* 2015).